# Jornadas de Mayo de 1937
Las Jornadas de Mayo de 1937 (o Sucesos de Mayo, Hechos de Mayo) hacen referencia a una serie de enfrentamientos ocurridos en el seno del bando republicano entre el 3 y el 8 de mayo de 1937 en diversas localidades de las provincias de Cataluña, con centro en la ciudad de Barcelona, en el contexto de la guerra civil española.
En estos sucesos se enfrentaron grupos anarquistas y marxistas, por un lado, y el Gobierno de la República, la Generalidad de Cataluña y algunos grupos políticos (en particular, socialistas y comunistas), por otro lado. Fue el punto culminante del enfrentamiento entre la legalidad republicana de la preguerra y la Revolución Española de 1936, que estaban en roce constante desde el 18 de julio de 1936.

## Antecedentes

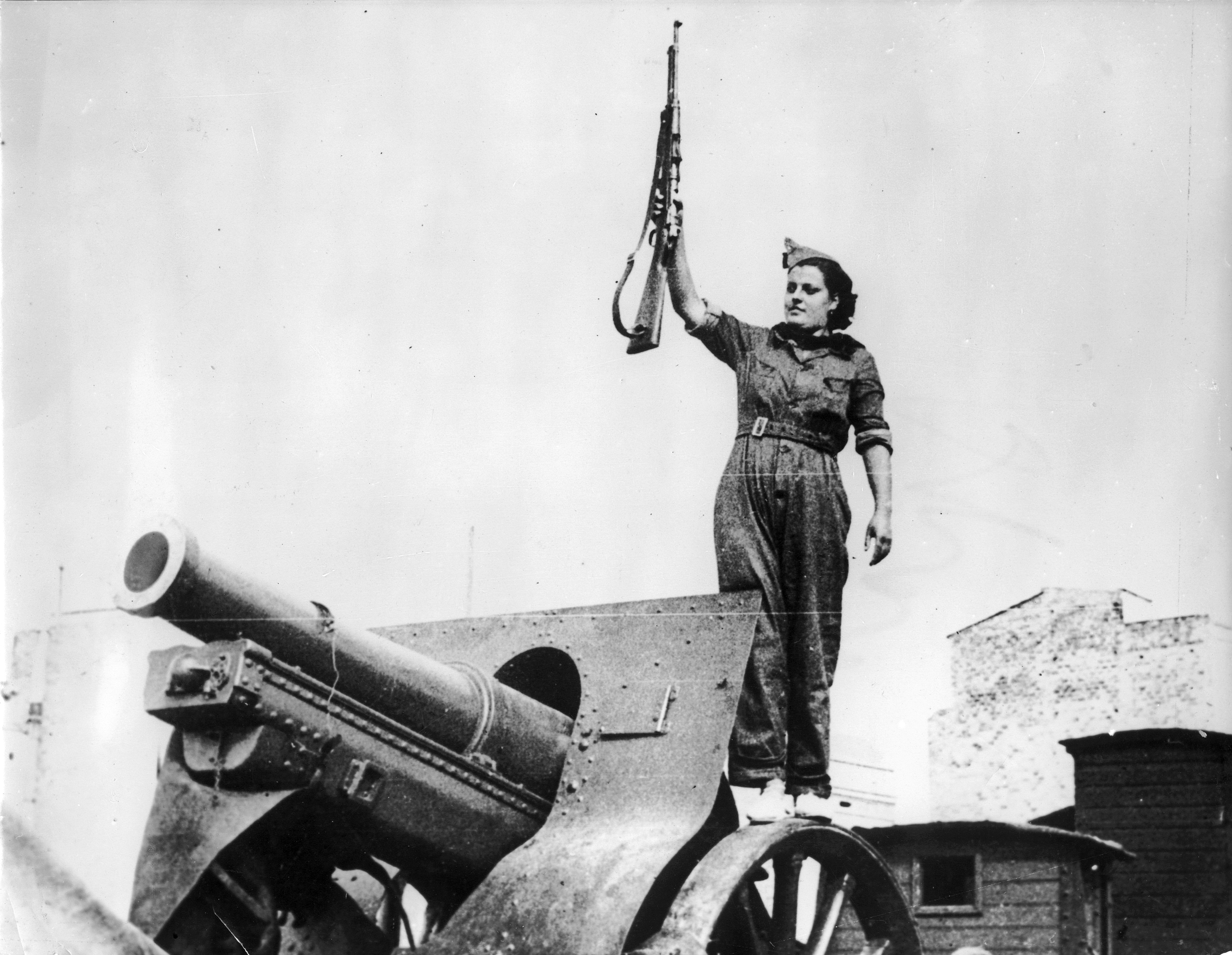
Miliciana armada posa sobre un cañón en Barcelona (1936).

Desde que fracasase la rebelión militar en Barcelona en julio de 1936 la ciudad de Barcelona y, con ella a la cabeza, toda la región catalana habían quedado bajo control de las milicias obreras, especialmente la sindical anarquista CNT-FAI, pero también de la socialista UGT. Recién tomados los últimos cuarteles en rebeldía, los líderes anarquistas se reunieron con Companys y resultado de esta reunión fue la constitución del Comité Central de Milicias Antifascistas de Cataluña, el verdadero gobierno de Barcelona y toda Cataluña, donde estaban representados la mayoría de partidos del Front d'Esquerres (marca del Frente Popular en Cataluña); la Generalidad y el gobierno central habían perdido todo margen de actuación y asistieron pasivos ante la revolución que estaba teniendo lugar en Cataluña y que se extendió hasta Aragón. Las industrias se habían colectivizado, pero siempre se encontraban el mismo problema cuando acudían a los bancos (colectivizados, pero bajo control comunista) a solicitar créditos y se los negaban por no estar supervisadas por la Generalidad. En octubre el Comité se autodisolvió y sus miembros pasaron a ser los consellers del gobierno de la Generalidad de Cataluña. Pero las Patrullas de Control (organismo revolucionario de carácter parapolicial controlado por la CNT-FAI) continuaron su actividad con total libertad, vista la imposibilidad del gobierno catalán de poderlas controlar.
El clima de desconfianza y enfrentamientos estaba presente no solo entre las instituciones republicanas y las organizaciones obreras, sino inclusive mismo entre estas, especialmente entre los anarquistas, por un lado, y los socialistas, nacionalistas catalanes y comunistas, por otro. Incluso entre los comunistas existía una fuerte división. Por un lado se encontraban los comunistas estalinistas del PCE y el PSUC, que seguían la doctrina oficial de la URSS, además de ser partidarios de llevar la guerra y la revolución de forma separada, así como la defensa del orden burgués de la Segunda República. El PCE constituía el partido comunista mayoritario en todo el país mientras el PSUC era la principal organización comunista en Cataluña. En el otro extremo, los comunistas antiautoritarios del POUM (semejantes a los trotskistas), radicalmente opuestos a Stalin y partidarios de la revolución a la vez que se hacía la guerra (motivo por el que coincidieron con los anarquistas).

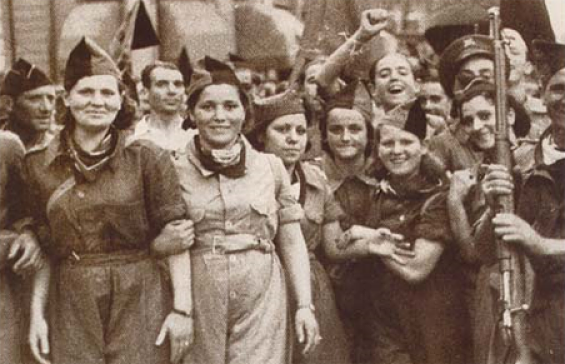
Milicianas anarquistas de la CNT-FAI en Barcelona, durante la Revolución social española de 1936.

La tensión fue en aumento desde el invierno debido a una serie de sucesos en cadena que calentaron el clima político y prepararon el camino para lo que luego tendría lugar. La campaña del PCE contra el POUM ya había empezado durante la celebración de una conferencia en Valencia, durante el mes de marzo. Durante la misma, se vilipendió a los líderes del POUM y se les acusó de ser agentes nazis encubiertos bajo una falsa propaganda revolucionaria, constituyendo unos agentes enemigos infiltrados en el país. El POUM había llegado a proponer que se invitara a residir en Cataluña a Trotski, a pesar de sus discrepancias con este. Los dirigentes del POUM se mostraban cada vez más recelosos a medida que avanzó la primavera de 1937. La tensión en las calles de Barcelona empezaba a ser palpable a la llegada de aquella caliente primavera: las Patrullas de Control bajo dirección de Josep Asens Giol seguían deteniendo arbitrariamente y cometiendo asesinatos en sus famosos paseos. Otras patrullas anarquistas practicaban las expropiaciones privadas. Tarradellas, como mano derecha de Companys, estaba decidido a unificar las fuerzas de seguridad en Cataluña bajo un solo mando y acabar, de esta manera, con las Patrullas de Control. Cuando el 26 de marzo, Tarradellas prohibió que los miembros de la policía tuvieran filiación política y al mismo tiempo dictó la entrega de todas las armas que tuvieran los partidos políticos, los anarquistas se retiraron del Gobierno de la Generalidad. La crisis abierta obligó a Companys a ceder ante las exigencias anarquistas y estos siguieron conservando sus armas y continuaron las Patrullas de Control.
El 25 de abril una fuerza de carabineros en Puigcerdá obligó a las patrullas de la CNT a que les entregaran el control de las aduanas, ejercido por éstas de forma ilegal; Juan Negrín, ministro de Hacienda, había resuelto arrebatar a la CNT el control de aquella importante frontera. La colectividad de Puigcerdá se convirtió en un núcleo de espionaje, falsificación de documentos y huidas clandestinas. El alcalde pertenecía a la UGT, pero quien ostentaba un poder de facto era Antonio Martín Escudero, conocido como El Cojo de Málaga., mientras que insistía en continuar la colectivización general, criaba ganadería propia. Después de producirse un enfrentamiento violento resultaron muertos él y varios de sus hombres. Después de esto, al gobierno republicano no le resultó tan difícil hacerse con el control de los demás puestos aduaneros. Simultáneamente a estos hechos, la Guardia Nacional Republicana y la Guardia de Asalto fueron enviadas a Figueras y otras ciudades del norte de Cataluña para sustituir a las patrullas de la CNT. En Barcelona empezó a temerse que estallara la guerra abierta entre los anarquistas y el POUM por una parte, y el gobierno de Largo Caballero y los comunistas por la otra. Cada bando formaba sus depósitos de armas y fortificaba sus edificios en secreto, temiendo que los rivales atacaran primero. La tensión continuó durante una semana. Roldán Cortada, socialista del PSUC, fue asesinado por terroristas sin identificar el 25 de abril. El primero de mayo, que tradicionalmente era una jornada de fiesta, transcurrió en silencio, pues la UGT y la CNT acordaron suspender los desfiles, que inevitablemente habrían ocasionado disturbios.

## Bandos enfrentados
Tres principales fuerzas políticas participaron en los acontecimientos que culminaron con los Hechos de Mayo. El Partido Socialista Unificado de Cataluña (PSUC) tenía como objetivo prioritario ganar la guerra, porque sin una victoria no consideraban que fuese del todo inoportuno el planteamiento revolucionario, posición mantenida por la CNT, las Juventudes Libertarias y el POUM y otros grupos de menor importancia como la anarquista Agrupación de los Amigos de Durruti o la trotskista Sección Bolchevique-Leninista de España. Para estos grupos la revolución y la guerra eran inseparables, ya que su participación en la guerra (que había resultado decisiva durante los primeros momentos de la misma) no venía motivada por la defensa de la República, sino por la revolución.
También existían grupos proclives a un regreso a la legalidad de la República como eran las mismas autoridades republicanas del Gobierno de Valencia o la Generalidad, con el apoyo de los partidos como el ya citado PSUC o Esquerra Republicana de Catalunya. Un tercer sector lo compondrá la parte más "posibilista" de la CNT, partidario del cese inmediato de las hostilidades entre los dos bandos antes citados. Aunque el PSUC no era un partido burgués, desde el punto de vista de las autoridades republicanas este se presenta como alternativa frente al caos revolucionario y propugnaba el fortalecimiento del gobierno central que sustituiría los comités locales; para conseguirlo se precisaba de un ejército organizado, instruido y dirigido por un mando único. Orwell resumiría la línea del partido del siguiente modo:

"... Aferrarse a los fragmentos del control obrero y repetir como loros fines revolucionarios es más que inútil: no resulta sólo obstaculizante, sino también contrarrevolucionario, porque conduce a divisiones que los fascistas pueden utilizar contra nosotros. En esta etapa no luchamos por la dictadura del proletariado..."
George Orwell

## Cronología de los enfrentamientos

### Hechos preliminares
Tradicionalmente se ha admitido por la historiografía que el hecho clave que hizo estallar el conflicto en Barcelona fue la toma de la central telefónica de Barcelona por la Guardia de Asalto. Las razones por las que se decidió tomar el control se debían al control y sabotaje de las llamadas gubernamentales por parte de la CNT. La central estaba controlada desde el comienzo de la guerra por la CNT-FAI, sindicato obrero que colectiviza por la fuerza la empresa telefónica en las zonas bajo su dominio. Y, por tanto, controlaba las comunicaciones telefónicas de Cataluña.

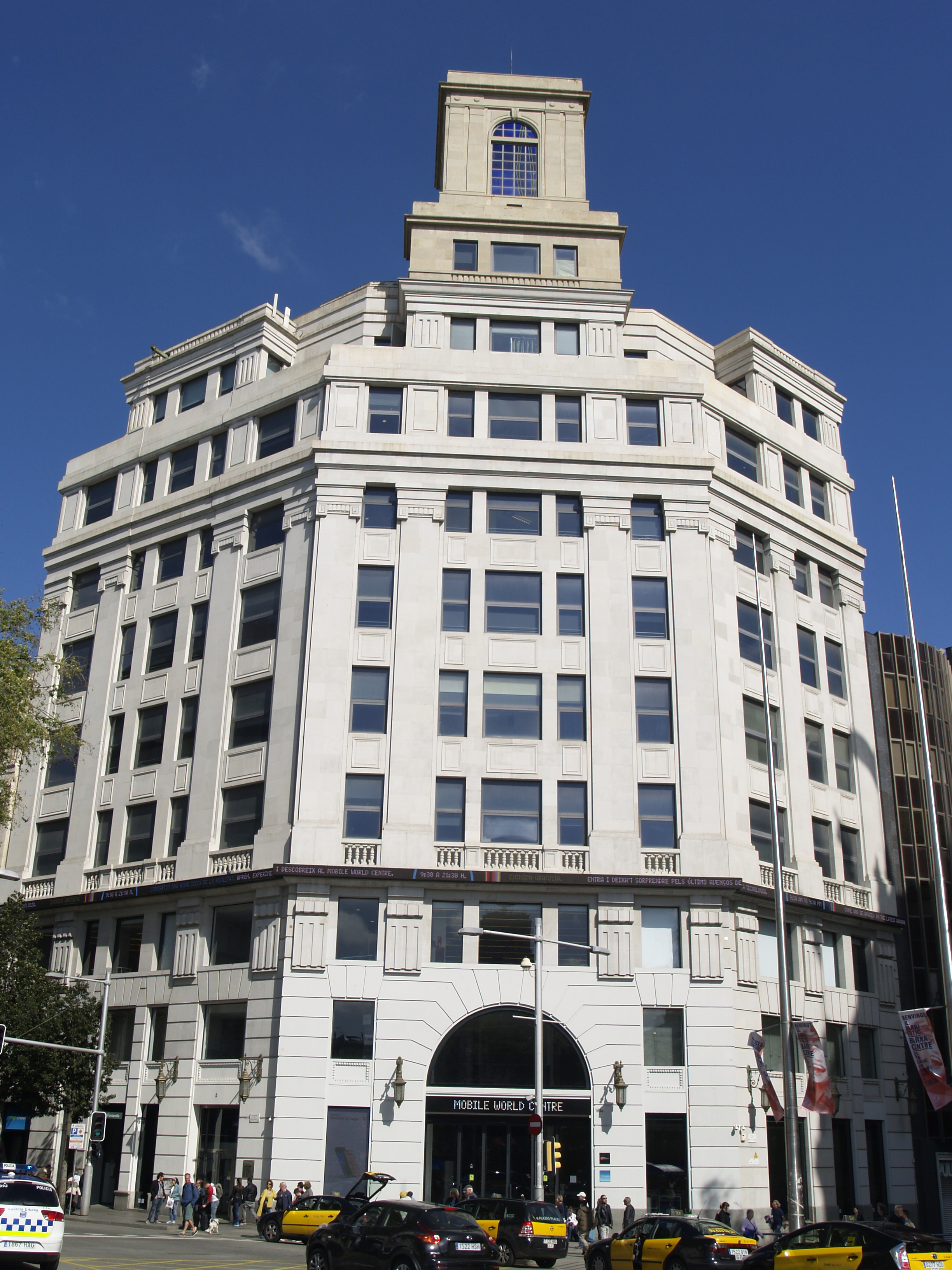
Edificio Telefónica de Barcelona, tomado por la Guardia de Asalto el 2 de mayo de 1937, iniciando las tensiones y conflictos.

Sin embargo, a través de un confidente del gobierno republicano en la zona sublevada se supo que Franco manifestó al embajador alemán Von Faupel que «agentes suyos habían promovido los sucesos de Barcelona, combinados con una ofensiva en el frente de Aragón, que hubo de aplazar al cesar la insurrección anarco-sindicalista».
El 2 de mayo el ministro de Marina y Aire, Indalecio Prieto, telefoneó a la Generalidad de Cataluña desde Valencia; el telefonista anarcosindicalista que había al otro lado le replicó que en Barcelona no había gobierno alguno sino solo un comité de Defensa. El gobierno estaba convencido de que hacía tiempo que los anarquistas registraban sus conversaciones telefónicas (los cuales, desde luego, disponían de medios para hacerlo). Otra vez ese mismo día, hubo una llamada del presidente de la República Manuel Azaña a Companys, Presidente de la Generalidad. A mitad de conversación, esta fue cortada por el telefonista, quien dijo que las líneas debían usarse con fines más importantes que una mera charla entre ambos presidentes. Hacía tiempo que las autoridades republicanas sospechaban que los anarcosindicalistas tenían sometidas a escuchas todas las conversaciones telefónicas de tipo oficial, y esta clase de incidentes supusieron la gota que colmó el vaso.
Por otro lado, esa misma tarde del 2 de mayo de 1937 se produjeron tiroteos en Barcelona entre miembros de Estat Català y la FAI, resultando muerto un miembro de esta última. Ello era prueba de la explosiva situación que se vivía en Barcelona.[cita requerida]

### 3 de mayo
Un grupo de 200 policías mandados por el consejero de Orden Público de la Generalidad de Cataluña, Rodríguez Salas, se dirigió a la central de la Telefónica y se personó en el departamento de censura (situado en la segunda planta) con la intención de tomar el control del edificio. Aquello pareció a los anarquistas una provocación, pues la Telefónica estaba ocupada legalmente por un comité anarcosindicalista de acuerdo a un decreto de la propia Generalidad acerca de las colectivizaciones que era, a su vez, contrario al Estatuto catalán y a la Constitución de la República (violando competencias exclusivas del Estado). Rodríguez Salas, por su parte, obtuvo esta orden del responsable de asuntos interiores en el gobierno autonómico, Artemi Ayguadé, que tomó la decisión sin contar con los demás miembros del gobierno catalán. Entonces los trabajadores anarquistas abrieron fuego desde el rellano de la segunda planta contra el departamento de censura. Rodríguez Salas solicitó ayuda por teléfono y se presentó la Guardia Nacional Republicana junto a dos jefes de las Patrullas de Control, Dionisio Eroles (a la sazón jefe de la comisaría anarquista) y José Asens (el jefe de las Patrullas de Control). Eroles persuadió a los trabajadores cenetistas de que cesaran el fuego y aunque se resistieron en un principio, estos entregaron su armas pero no sin antes disparar a través de las ventanas la munición sobrante.
En la plaza de Cataluña se había congregado una muchedumbre: al principio se creyó que los anarquistas habían capturado al jefe de Policía. El POUM, los Amigos de Durruti, los leninistas-bolcheviques y las juventudes anarquistas tomaron posiciones y al cabo de unas cuantas horas, todas las organizaciones políticas habían sacado las armas que tenían ocultas y empezaron a construir barricadas. A partir de esta escaramuza, se inician combates en diferentes puntos de la ciudad. Se construyen varios cientos de barricadas, y las unidades de policía ocupan azoteas y torres de iglesias. Al anochecer, Barcelona era una ciudad en guerra.
El PSUC y el gobierno controlaban un sector urbano situado al este de las Ramblas. Los anarquistas dominaban el sector oeste y todos los suburbios también se encontraban en sus manos. En el centro de la ciudad, donde las sedes de los sindicatos y los partidos políticos (instaladas en edificios y hoteles requisados) se encontraban relativamente próximas, se empezó a oír disparos y todos los automóviles que circulaban eran ametrallados. En la Telefónica se había acordado una tregua y las comunicaciones telefónicas, que resultaban esenciales para la guerra, no se interrumpieron. La policía, instalada en la primera planta, incluso enviaba bocadillos a los anarquistas, que ocupaban las plantas superiores. Sin embargo, desde las azoteas, se lanzaron varias granadas que hicieron volar a varios coches de policía. Lo que empeoraba la situación era el hecho de que ni en la CNT ni en la FAI existía la menor cohesión; la antorcha de la revolución la habían recogido los más extremistas de sus seguidores o las juventudes anarquistas. A primeras horas de la noche, los jefes del POUM propusieron a los aturdidos dirigentes anarquistas en Barcelona formar una alianza contra el comunismo y el gobierno. Los líderes anarquistas se negaron inmediatamente.

### 4 de mayo
El 4 de mayo Barcelona estaba sumida en el silencio, solo interrumpido por el fuego de fusiles y ametralladoras. Los comercios y edificios estaban cubiertos por barricadas. Grupos armados de anarquistas atacaron los cuarteles de la Guardia de Asalto y edificios gubernamentales. Estos y los militantes comunistas contraatacaron. La mayor parte del proletariado barcelonés apoyaba a los anarcosindicalistas y se teme iniciar otra Guerra Civil dentro de la Guerra Civil. A las once de la mañana los delegados de los sindicatos de CNT se reúnen y acuerdan hacer todo lo posible para restablecer la tranquilidad. Entretanto, los dirigentes anarquistas García Oliver y Federica Montseny y el ejecutivo de la UGT Carlos Hernández Zancajo leían por la radio un llamamiento a sus seguidores para que depusieran las armas y volvieran al trabajo. Jacinto Toryho, director de Solidaridad Obrera, se expresó en el mismo sentido. Los ministros anarquistas iban llegando a Barcelona, y con ellos Mariano Rodríguez Vázquez, "Marianet" (secretario del comité nacional de la CNT), Pascual Tomás y Carlos Hernández (del comité ejecutivo de la UGT). Ninguno de ellos deseaba un enfrentamiento con los comunistas, pero el presidente Largo Caballero no tenía ninguna gana de emplear la fuerza contra los anarquistas. Federica Montseny diría más tarde que la noticia de los disturbios había cogido totalmente desprevenida a ella misma y a los restantes ministros anarquistas.
En el Frente de Aragón, unidades de la 26.ª División anarquista (anteriormente llamada la Columna Durruti) a las órdenes de Gregorio Jover, se congregaron en Barbastro para emprender la marcha sobre Barcelona. No obstante, al oír la alocución radiada por García Oliver permanecieron donde estaban. Pero la 28.ª División (la que fuera la Columna Ascaso) y también la 29.ª División del POUM, capitaneada por Rovira, no desistieron de la proyectada marcha sobre Madrid hasta que el jefe de la aviación republicana en el frente de Aragón, Alfonso Reyes, amenazó con bombardearles si la marcha se efectuaba.
Hacia las cinco de la tarde, fueron abatidos varios anarquistas por la policía cerca de la Vía Durruti (actual Vía Layetana). El POUM empieza a apoyar públicamente la resistencia. En los tiroteos que se producen a lo largo de este día, muere el conocido libertario Domingo Ascaso, a la postre familiar del mítico Francisco Ascaso y de Joaquín Ascaso, presidente del Consejo Regional de Defensa de Aragón. La Sección Bolchevique-Leninista de España, grupo oficial de la IV Internacional, distribuye en las barricadas de Barcelona octavillas tituladas "Viva la ofensiva revolucionaria", que incluyen el siguiente texto:

"Viva la Ofensiva revolucionaria - Nada de compromisos - Desarme de la GNR y Guardia de Asalto reaccionarias - El momento es decisivo - La próxima vez será demasiado tarde - Huelga general en todas las industrias que no trabajen para la guerra, hasta la dimisión del gobierno reaccionario - Sólo el Poder Proletario puede asegurar la victoria militar - Armamento de la clase obrera – Viva la unidad de acción CNT-FAI-POUM – Viva el Frente Revolucionario del Proletariado – En los talleres, fábricas, barricadas, etc.: Comités de defensa Revolucionaria."

### 5 de mayo
Dentro de la Generalidad de Cataluña, Tarradellas, respaldado por el presidente Companys, seguía negándose a acceder a la exigencia anarquista de que dimitieran Rodríguez Salas y Ayguadé. Pero al final se llegó a una solución y Companys llega a una frágil tregua con los diferentes grupos. El gobierno catalán dimitiría, formándose uno nuevo del cual Ayguadé quedaría fuera, para satisfacer las peticiones anarquistas. En el nuevo gobierno estarían representados los anarquistas, Esquerra, el PSUC y la Unió de Rabassaires. Pero los tiroteos incontrolados seguían barriendo las calles de la ciudad barcelonesa, causando la muerte a quienes se aventuraban a salir de sus refugios. A las nueve y media de la mañana la Guardia de Asalto ataca la oficina central del sindicato médico, en la Plaza Santa Ana en el centro de la ciudad, y la sede central de la Federación Local de la FIJL. Los anarquistas denunciaban la complicidad del Gobierno y de los intereses soviéticos en terminar con la Revolución Social que se vive en Cataluña. El grupo anarquista Agrupación de los Amigos de Durruti publicó varias octavillas, exigiendo la liberación de Francisco Maroto del Ojo (anarquista andaluz recientemente encarcelado) y llamando a la población a la resistencia. En una de ellas declaraba que:

Ha sido constituida una Junta Revolucionaria en Barcelona. Todos los responsables del golpe de estado, que maniobran bajo protección del gobierno, serán ejecutados. El POUM será miembro de la Junta Revolucionaria porque ellos apoyaron a los trabajadores.

No obstante, tanto la CNT-FAI como la FIJL rechazan participar en la iniciativa de la agrupación. Hacia las cinco de la tarde los escritores anarquistas italianos Camillo Berneri y Francesco Barbieri son detenidos por un grupo de doce guardias, seis de ellos de la policía municipal y el resto miembros del PSUC. Ambos serán asesinados durante su arresto. El clima de alarma se encrespó más aún cuando llegaron al puerto unos destructores británicos. El POUM temía, sin razón alguna, que vinieran en misión de bombardeo. En realidad los ingleses temían que los anarquistas se hicieran dueños de la situación y se estaba hablando de evacuar a los súbditos extranjeros. Hacia la noche llegó a la ciudad Federica Montseny, ministra de Sanidad e importante miembro de la CNT, con el propósito de mediar entre las partes. El comunista Antonio Sesé, secretario general de la UGT catalana y miembro del nuevo consejo provisional de la Generalidad de Cataluña, resultó muerto en un tiroteo perpetrado por miembros de la CNT cuando se dirigía a recibir su nombramiento.
Ese mismo día, en Tarragona y otras localidades costeras se produjeron combates, la Guardia de Asalto procede igualmente a intentar desalojar las centrales de la Telefónica ocupadas por la CNT; La situación se repitió en Tortosa y Vich, dando un saldo al final del día con más de una treintena de anarquistas muertos en Tarragona y otros tantos en Tortosa. Por la noche Companys y Largo Caballero mantuvieron una conversación telefónica en el curso de la cual el presidente catalán aceptó la oferta formulada por el presidente del gobierno de enviarle ayuda para restaurar el orden.

### 6 de mayo
Durante la madrugada la CNT llama una vez más a los trabajadores a regresar al trabajo que se observó durante la mañana, aunque los llamamientos para volver al trabajo fueron desatendidos, más por miedo que por obstinación. Por la tarde, no obstante, se reanudaron los combates. En un cine, el cine América, en la calle del Paralelo 121-123, resultaron muertos varios guardias de la GNR por disparos de una pieza de artillería de 75 mm que habían traído de la costa varios miembros de las juventudes libertarias.
Una fuerza de aproximadamente 5000 miembros, la mayoría de ellos guardias de Asalto, parten de Madrid y Valencia hacia la capital catalana. Por la noche dos destructores republicanos, acompañados por el acorazado Jaime I llegaron al puerto de Barcelona procedentes de Valencia y cargados de hombres armados; Prieto había logrado vencer la aversión de Largo Caballero al tomar cartas en el asunto. Al difundirse la noticia por la ciudad, la mayor parte de los trabajadores en huelga abandonan la resistencia. En Tarragona, milicianos de Estat Català, ERC y PSUC atacan la sede local de la FIJL, consiguiendo tomarla al asalto tras un duro enfrentamiento armado[cita requerida].

### 7 de mayo
A las ocho y veinte de la mañana llega la expedición de los guardias de Asalto a Barcelona, ocupando distintos puntos neurálgicos de la ciudad. Algunos vienen por carretera desde Valencia, después de dominar sendas revueltas en Tarragona y Reus. Los anarquistas locales habían volado los puentes, carreteras y ferrocarriles para impedir el paso a la columna. Ese día la CNT volvió a hacer un llamamiento a la vuelta al trabajo, proclamando por la radio: «¡Abajo las barricadas! ¡Que cada ciudadano se lleve su adoquín! ¡Volvamos a la normalidad!». Las fuerzas expedicionarias que entraron en Barcelona iban bajo el mando del teniente coronel Emilio Torres, que gozaba de cierta simpatía entre los anarquistas y precisamente por ello la CNT había propuesto que se le asignara a él dicha tarea para facilitar la vuelta a la normalidad. Los guardias de Asalto en las ciudades de Barcelona y Tarragona y muchas otras localidades, proceden a desarmar y detener a numerosos miembros de la CNT, FAI, FIJL y POUM que habían participado en ellas.

### 8 de mayo
Las calles vuelven a la normalidad con algunos incidentes aislados y se empiezan a desmontar las barricadas. Los disturbios de Barcelona habían acabado finalmente. La prensa de la época calculó el número de bajas en 500 muertos y 1000 heridos. Las Jornadas de Mayo tuvieron también un campo de actuación secundario en muchos pueblos, principalmente de las provincias de Barcelona y Tarragona. Aquí la lucha también fue fortísima, aunque al final también fueron derrotados los anarquistas y trotskistas.

## Repercusiones y consecuencias
Las Jornadas de Mayo tuvieron unas profundas y largas consecuencias. De un lado demostraron que ya no existía cohesión entre los anarquistas, como sí había existido en el 18 de julio de 1936. Se había abierto un foso entre los ministros anarquistas, absortos en la tarea de ganar la guerra, y las juventudes anarquistas, obcecadas en hacer triunfar, por encima de todo, la revolución. Personajes en otro tiempo muy influyentes, como Escorza o García Oliver, habían perdido el control sobre sus propios seguidores. La crisis demostró que no podría haber tregua entre los comunistas y el POUM. La Generalidad de Cataluña fue restaurada en sus funciones, entrando en ella un solo representante de la UGT (el comunista Vidiella), otro de la CNT (Valerio Mas) y otro de Esquerra (otra vez Tarradellas). Algunos responsables de las muertes fueron juzgados después, pero solo en Tarragona, y no se les condenó a muerte sino solo a penas de prisión.
La Generalidad de Cataluña, los comunistas y el gobierno central parecían dispuestos a actuar conjuntamente contra los extremistas, por la fuerza, si era necesario. El nuevo director de Orden Público en Barcelona, José Echevarría Novoa, no tardó en restaurar la normalidad en gran parte del sistema judicial, pero, de este modo, los comunistas pudieron emprender con mayor facilidad su cruzada contra el POUM. Las autoridades republicanas no tomaron más medidas contra la CNT-FAI debido al gran poder que todavía detentaban y también por su gran apoyo popular. La situación del POUM fue bien distinta, ya que el gobierno republicano acabaría ilegalizando el partido poco tiempo después (el 16 de junio) y detuvo a sus principales dirigentes, entre ellos Julián Gorkin y Andreu Nin. El POUM acabaría desapareciendo del mapa político, mientras que el movimiento anarquista nunca volvería a intervenir en la guerra como había hecho hasta ahora. A la larga, estas disputas internas que desgarraban a la República supusieron un lastre en su unidad interna frente a los sublevados. Consecuencia misma de los Sucesos de Barcelona fue la caída del Gobierno de la Victoria de Largo Caballero y la salida de los 4 ministros anarquistas que tenían representación en él, además de una clara victoria en la influencia y poder de los comunistas dentro del bando republicano.
Para George Orwell, que vivió en primera persona los sucesos de mayo de 1937 en Barcelona, sólo se puede entender lo que ocurrió mediante la perspectiva de que las fuerzas comunistas deseaban ejercer el control total sobre la República y no iban a permitir una revolución que no podían controlar; según él, esa reacción contra la revolución fue uno de los motivos principales por los que se terminó perdiendo la guerra.

## En la cultura popular
El impacto y las repercusiones de los Sucesos de Mayo fueron tales que quedarían reflejados en distintas novelas y películas a posteriori de que estos tuviesen lugar. Homenaje a Cataluña de George Orwell fue la primera novela escrita (y una de las más famosas) sobre estos sucesos, siendo publicada en abril de 1938, cuando todavía no se había cumplido un año. El escritor inglés tuvo el privilegio de haber sido testigo de primera mano sobre los sucesos de Barcelona, pues él estuvo entre los milicianos del POUM. La escritora catalana Mercè Rodoreda publicó en 1962 la novela La plaza del Diamante (La plaça del Diamant en su título original en catalán), obra sobre la historia de una chica barcelonesa (Natalia) a la que le toca vivir la Guerra Civil. En un pasaje de la obra también quedan reflejados los enfrentamientos de mayo de 1937. En 1982 fue realizada una película basándose en la obra de la escritora catalana, que fue dirigida por Francesc Betriu. La versión cinematográfica La plaza del Diamante constituye un fiel reflejo de la novela. En 1984 se estrenó la película Memorias del General Escobar (dirigida por José Luis Madrid), que narra la historia del general Antonio Escobar en su papel jugado durante la Guerra Civil y también durante los Sucesos de Barcelona.
En 1995 el director de cine inglés Ken Loach dirigió la película Tierra y libertad, inspirada en las páginas de George Orwell. En una parte de la película, se retratan los acontecimientos de mayo en Barcelona, con ciertas similitudes con la obra de Orwell.